# La Panthère rose et ses amis
Pour les articles homonymes, voir La Panthère rose (homonymie).
La Panthère rose
La Panthère Rose et ses amis  (Pink Panther and Pals) est une série télévisée d'animation américaine en 26 épisodes créée en 2010. Produite par Rubicon Studios en partenariat avec MGM Television, elle a été diffusée pour la première fois aux États-Unis sur Cartoon Network  le 7 mars 2010. En France, elle a été diffusée sur Cartoon Network puis en clair à partir du 14 avril 2011 sur France 3 dans l'émission Ludo avant d'être rediffusée sur Boomerang de début 2011 à 2020.
Elle a été annulée alors qu'une deuxième saison était en cours de production, par manque de budget, de temps et d’audience[réf. nécessaire]. Cependant, un épisode spécial intitulé "A Very Pink Christmas" a été diffusé en décembre 2011 aux États-Unis sur ABC Family, en France sur Boomerang et au Québec sur TVA quelques années plus tard , cette épisode rend hommage à la Panthère Rose des court-métrage des années 60-70.

## Synopsis
Chaque épisode est composé de 3 segments de 7 minutes chacun, deux mettant en scène la Panthère rose encadrant celui avec Tamanoir et Fourmi rouge.

### La Panthère rose
La Panthère rose est une série de courts métrages créée en 1964 par Friz Freleng et David H. DePatie dans la foulée du succès du film homonyme, et qui durera jusqu'en 1978. Dans cette nouvelle série, la panthère est représenté comme un adolescent et sans moustaches par rapport à son design original.

### Tamanoir et Fourmi rouge
Tamanoir et Fourmi rouge est une série d'animation en 17 épisodes créée en 1969 par DePatie-Freleng Enterprises. Comme la panthère, Fourmi est maintenant adolescente ; Tamanoir, qui a lui aussi rajeuni, poursuit comme toujours la fourmi pour tenter de la dévorer.

## Fiche technique
- Titre original : Pink Panther and Pals
- Titre français : La Panthère Rose et ses amis
- Scénario : Adam Beechen, John Over, Ken Segall, David Corbett, Guy Toubes, Jim Beck, Denise Downer, Bob Spang et David Shayne
- Musique : Henry Mancini (thème original) ; David Ricard[1]
- Production : Randa Ayoubi ; David J. Corbett, Isam S. Ayoubi et Walter Mirisch (exécutifs)
- Pays : États-Unis
- Langue : anglais
- Studio d'animation: Toon City Animation Inc.
- Nombre d'épisodes : 27 (1 saison)
- Durée : 6/7 minutes
- Dates de première diffusion :  États-Unis : 7 mars 2010  France : 14 avril 2011

## Distribution

### Voix originales
- Eddie Garvar : Aardvark (Tamanoir)
- Kel Mitchell : Ant (Fourmi rouge)
- Alex Nussbaum : Big Nose (Gros-Nez) / voix additionnelles
- John Over : Eli / Mike
- Bob Spang : Gracie Gorilla
- Jeannie Elias : voix additionnelles

### Voix françaises
- Patrick Préjean : Tamanoir
- Fabrice Trojani : Fourmi rouge
- Patrick Guillemin : voix additionnelles
- Barbara Beretta : voix additionnelles
- Jean-Claude Donda : le narrateur des titres / voix additionnelles

La version française a été réalisée par Mediadub International[réf. nécessaire].

## Épisodes

### Saison 1 (2010)
|    | La Panthère rose (1)                                                | Tamanoir et Fourmi rouge                                       | La Panthère rose (2)                                     |
| -- | ------------------------------------------------------------------- | -------------------------------------------------------------- | -------------------------------------------------------- |
| 1  | Une musique d'ambiance rose (Pink Up the Volume)                    | Il a du punch (Zeus Juice)                                     | La Panthère et le Docteur fou (A Pink and Stormy Night)  |
| 2  | Une panthère à toute pompe (Pink Hi-Tops)                           | Une préhistoire géante (Land of the Gi-Ants)                   | La Panthère verte (Pink Thumb)                           |
| 3  | La Magie rose (Pink Magic)                                          | Une bête de fête (Party Animals)                               | Du rose sur le green (Pink 'n' Putt)                     |
| 4  | La Panthère aux jeux (Pinxillated)                                  | Un zozo au zoo (Zoo Ruse)                                      | Agent zéro zéro-rose (The Spy Wore Pink)                 |
| 5  | La Panthère zappeuse (Remotely Pink)                                | Je n'ai rien vu venir (I Didn't See That Coming)               | Réservation obliga-rose (Pink Party Of One)              |
| 6  | Piscine à remous roses (Pink Pool Fool)                             | La faim justifie les moyens (The Aardvark's New Moves)         | Une panthère indéracinable (The Mighty Pinkwood Tree)    |
| 7  | Laverie en rose (Pink Suds & Clean Duds)                            | Le Clébard et la Fourmi (Dog Daze)                             | Peinture de panthère (The Pink Painter Show)             |
| 8  | Une douche à bonne panthérature (Cleanliness is Next to Pinkliness) | Petit bébé et gros bobos (Baby Makes Three)                    | La Panthère des cavernes (Pinkazoic Era)                 |
| 9  | La Panthère pizzaiolo (Pinkaroni Pizza)                             | Un adversaire qui ne manque pas de piquant (Find Your Own Ant) | Or, argent, bronze et rose (Gold, Silver, Bronze & Pink) |
| 10 | La Panthère au bowling (Life in the Pink Lane)                      | Le Blues de la termite (Mitey Blue Instrumental)               | Safari rose (Wild Pinkdom)                               |
| 11 | Le Chevalier de la Table rose (Knights in Pink Armor)               | La Visite de Papy (Grampy's Visit)                             | La Panthère à puces (Itching to Be Pink Flea)            |
| 12 | La Panthère puissance 4 (Pink Pink Pink Pink)                       | Une fourmi du 3e type (Spaced Out)                             | Courses à gogo (Shop-Pink Spree)                         |
| 13 | Barbe-rose (Pink Beard)                                             | Les Vacances sur la Lune (One Small Step for Ant)              | Chute de panthèrature (Chilled to the Pink)              |
| 14 | La Panthère timbrée (The Pink is in the Mail)                       | Tamanoir sur tatami (Aard Fu)                                  | Le Mont rose (Pink's Peak)                               |
| 15 | La Panthère et la Momie (And Not a Drop to Pink)                    | Le Pôle fant-arctique (Ant - Artic)                            | La Panthère catcheuse (Pink on the Canvas)               |
| 16 | Jeux, panthère et cornichons (Pink or Consequences)                 | Z comme Tamanoir (Z is for Aardvark)                           | Une balle pour deux (Pink Me Out to the Ballgame)        |
| 17 | Le Poil de discorde (Make Pink Not War)                             | L'As de la poisse (Pick a Caardvark)                           | Ça sent pas la rose (Pink Stink)                         |
| 18 | La Panthère met le paquet (Pink Trek)                               | Une recette fourmidable (One Too Many Chefs)                   | Une plage de sable rose (Pink Kahuna)                    |
| 19 | Le Petit Chaperon rose (Enchanted Pinkdom)                          | Eli le tamanoir (Eli the Aardvark)                             | GPS à l'ouest (Stop-Pink for Directions)                 |
| 20 | Les smoothies se font mousser (Frosted Pink)                        | Tama-noé (AardvARK)                                            | Super Panthère (Pink! Pow! Kaboom!)                      |
| 21 | Panthère et Potirons (A Fairly Pink Pumpkin)                        | Le tamanoir a du génie (If Wishes Were Ants)                   | Le Cheval tête-de-mule (Pink on the Hoof)                |
| 22 | La Panthère au far-west (The Pink, the Bad, and the Ugly)           | Tamanoir en transe (Anti-Ant Trance)                           | La panthère à la plage (Shorely Pink)                    |
| 23 | Carton rose (Pink on the Pitch)                                     | Bonne Chasse (Happy Hunting)                                   | Un sommeil de panthère (Catching Forty Pinks)            |
| 24 | Des lendemains plus roses (A Pinker Tomorrow)                       | Attention, tamanoir méchant (Awful Aardvark)                   | Tout n'est pas rose dans le moteur (Pinkular Mechanics)  |
| 25 | La Panthère donne le ton (Note-Ably Pink)                           | Une vie de star (Shutter Bugged)                               | Astro panthère (Astro Pink)                              |
| 26 | Voyage à travers le temps (A Pink in Time)                          | Le tamanoir jette l'éponge (Quittin' Time)                     | La Panthère fait son cinéma (Reel Pink)                  |

### Saison 2 (2011)
La saison 2, programmée pour septembre 2011 aux États-Unis, fut finalement annulée. Cependant, un épisode spécial de Noël, Un Noël très rose (A Very Pink Christmas) est diffusé en décembre 2011 aux États-Unis sur ABC Family, en France sur Boomerang et au Québec sur TVA quelques années plus tard.

## Commentaires
- Dans l'épisode La Panthère puissance 4, on peut entendre Gros Nez pousser le cri Wilhelm.